# Cie Up the Rap
 (mai 2024).
Cie Up the Rap est une compagnie malgache de danse hip-hop.

## Histoire
La compagnie, fondée en 1997, à l’occasion du festival Up the Rap organisé à Madagascar dont ils ont conservé le nom,, est la première compagnie professionnelle de rap à répertoire à Madagascar. La réputation nationale et internationale de la compagnie Up the Rap s'est développée sous la direction de plusieurs directeurs artistiques notamment Angéluc Rehava. Dans les années 2020, elle est l'une des principales compagnies de danse hip-hop en Afrique et l'une des plus grandes compagnies au monde. 

## Principaux danseurs
- Angéluc Rehava (directeur artistique et chorégraphe, responsable de la compagnie)
- Razanakolona Heriniaina Frédéric (danseur interprète)
- Rakotoarisoa Rivellino Rodolphe Herinirina (danseur interprète)
- Razafindrakoto Jean-Jacques (danseur interprète)
- Rasolomanana Njara Hanjatosoa (danseur interprète)
- Rehava Ange Patrick (danseur interprète)
- Rehava Mauricio Angelukah Françoisy (danseur interprète)
- Anjarafitia Nomenjanahary Hary Ny Aina Jhef-Rhay (danseur interprète)